# Microsatelliti
Si definiscono microsatelliti (o Short Tandem Repeats o STR, conosciuti anche come Simple Sequence Repeats o SSR, o come Short Tandem Repeat Polymorphism o STRP) sequenze ripetute di DNA non codificante costituiti da unità di ripetizione molto corte (1-5 bp) disposte secondo una ripetizione in tandem, utilizzabili come marcatori molecolari di loci. La loro presenza nel genoma umano non influisce per più del 3%, ma si pensa che comunque essi svolgano una funzione essenziale per la struttura dei cromosomi.
I microsatelliti presentano un alto livello di polimorfismo e sono marcatori informativi negli studi di genetica di popolazione, comprendenti approfondimenti dal livello individuale a quello di specie strettamente affini, e nella genetica forense. 
Infatti, grazie allo studio dei microsatelliti, è possibile creare un profilo del DNA (DNA profiling o impronta genetica) grazie al quale individuare un soggetto. Il confronto genetico potrà essere effettuato confrontando la diversa lunghezza dei microsatelliti presenti in individui differenti. Tali differenze caratterizzano il polimorfismo di ripetizione. 
Essi sono inoltre utilizzati come marcatori molecolari negli studi sulla duplicazione dei geni o sulla loro eliminazione e sulla selezione assistita da marcatori. 

## Analisi di microsatelliti
Negli USA esiste un database criminalistico del DNA, chiamato CODIS (COmbined Dna Indexing System), che prevede l'analisi di 13 STR presenti su 11 dei 23 cromosomi.
I loci STR utilizzati nel CODIS, 13 su 11 cromosomi, sono:
| STR       | Cromosoma | Numero di ripetizioni |
| TAGA      | 5         | da 5 a 16 volte       |
| TCAT      | 11        | da 3 a 14 volte       |
| GAAT      | 2         | da 4 a 16 volte       |
| CTTT      | 4         | da 12 a 51 volte      |
| TCTG/TCTA | 12        | da 10 a 25 volte      |
| TCTG/TCTA | 3         | da 8 a 21 volte       |
| TCTG/TCTA | 8         | da 7 a 20 volte       |
| TCTG/TCTA | 21        | da 12 a 41 volte      |
| AGAT      | 5         | da 7 a 18 volte       |
| GATA      | 7         | da 5 a 16 volte       |
| TACT      | 13        | da 13 a 16 volte      |
| GATA      | 18        | da 5 a 16 volte       |
| AGAA      | 18        | da 7 a 39 volte       |

Un altro marcatore, la amelogenina (AMEL) identifica il sesso dell'individuo, in quanto il gene è fiancheggiato da sequenze leggermente diverse sugli eterocromosomi X e Y, e  determinandole, si può quindi risalire al sesso.
Tutte le varie STR sono precedute e seguite da sequenze specifiche per ogni STR e identiche nei vari individui, tranne eventuali, rare mutazioni. Ibridando tali sequenze con primer, appositamente progettati per non interferire tra loro e per far risaltare le diversità di lunghezza delle varie STR, si sottopone a PCR.
Ottenuta così una quantità di STR adeguata, l'elettroforesi capillare darà una serie di bande corrispondenti alle diverse lunghezze degli STR stessi. Confrontando tali bande nel DNA di un sospettato con quelle nel DNA reperito nella scena del crimine, si può arrivare ad una attribuzione o esclusione di responsabilità.
Si noti che i cromosomi omologhi materno e paterno possono essere omozigoti o eterozigoti per la sequenza di STR: nel 1º caso avremo una sola banda per il marcatore, nel 2° invece due sfalsate, (e magari un po' meno marcate) in quanto diverso è il numero delle rispettive ripetizioni nell'omologo paterno e in quello materno.